# Петра Хулова
Петра Хулова (на чешки: Petra Hůlová) е чешка културоложка, политичка от Зелената партия, драматург, журналистка и писателка на произведения в жанра драма и пътепис.

## Биография и творчество
Петра Хулова е родена на 12 юли 1979 г. в Прага, Чехословакия.
След завършване на гимназия и неуспешен опит да следва във Факултета по социални науки на Карловия университет, след което следва културология във Факултета по изкуствата на същия университет. По-късно следва монголоистика. От 2000 до 2001 г. живее в Монголия в Улан Батор по програмата за студентски обмен, където се развива сюжетът на първия ѝ роман.
Първият ѝ роман „Помен за баба ми“ е издаден през 2002 г. На фона на Червената планина в Монголия, чрез монолога на пет жени от едно семейство, и главната героиня Зая, е представен образа на стремящата се към щастие жена – понякога жертва на мъжете, друг път на собствените си разбирания, но по правило винаги благородна и добра. В книгата писателката използва много автентични монголски думи, разкрива бита, обичаите и философията на монголците. През 2003 г. романът печели престижната чешка литературна награда „Магнезия Литера“ в категорията „Откритие на годината“ печели отличието „Книга на годината“ на анкетата на вестник „Lidové noviny“.
След престоя ѝ в САЩ като стипендиант на Фулбрайт в катедрата по антропология в Градския университет на Ню Йорк, през 2005 г. е издадена книгата ѝ „Cirkus Les Mémoires“. В него представя съдбата на три поколения емигранти, чийто живот протича в Ню Йорк и Прага, два значително различни свята, техните стремежи и сложни междуличностни отношения.
През 2006 г. е издадена новелата ѝ „Пластмасов тристаен“. Историята представя живота на елитна проститутка, която мечтае за израстване и собствена телевизионна поредица. Чрез нея се разкриват слабостите на хората, очакванията и фалшивите отношения. Книгата е отличена с наградата „Иржи Ортен“ за проза на млад автор. Поставена е и на сцена под името „Чешка порнография“.
През 2008 г. писателката печели наградата „Йозеф Шкворецки“ за романа си „Stanice jga“ (Гара Тайга). Това е историята на датски индустриалец, изчезнал в Сибир през 40-те години, а няколко десетки години по-късно студент се опитва да разбере какво се е случило с него.
В романа ѝ „Strážci občanského dobre“ (Пазители на гражданския кладенец) от 2010 г. главният герой е чех, марксист и расист, който показва падането на комунизма и Нежната революция от своя гледна точка.
През 2012 г. е публикуван романът ѝ „Čecha země zaslíbená“ (Чешката обетованата земя), представящ историята на украинската имигрантка Олга, която живее и работи като чистачка в Чехия.
Произведенията ѝ са преведени на повече от 10 езика по света.
През 2016 г. прави театрална адаптация на романа на Иън Макюън „Бетонна градина“.
От 2007 г. тя е редовен сътрудник на списание „Respekt“. Публикува статии за литература, актуални политически събития и социални проблеми и в „Souvislosti“, „Literární noviny“, „Babylon“, „Týden“, и в онлайн списанието „Echo24.cz“.
Тя е член на Зелената партия. Участва в изборите за Камарата на депутатите на парламента на Чешката република през 2013 г. и в изборите за Европейски парламент през 2014 г., но е на задни места в листите.
Разведена е и има 3 деца. Петра Хулова живее със семейството си в Прага.

## Произведения

### Самостоятелни романи
- Paměť mojí babičce (2002)
Помен за баба ми, изд.: ИК „Персей“, София (2017), прев. Деница Дабижева
- Cirkus Les Mémoires (2005)
- Stanice Tajga (2008)
- Strážci občanského dobra (2010)
- Čechy, země zaslíbená (2012)
- Macocha (2014)
- Stručné dějiny Hnutí (2018)
- Zlodějka mýho táty (2019)

### Новели
- Přes matný sklo (2004)
- Umělohmotný třípokoj (2006)
Пластмасов тристаен, изд.: ИК „Персей“, София (2015), прев. Деница Дабижева

### Пиеси
- Buňka číslo (2016)

Други на български език
Пътепис за Бърно („Kde nejste doma“) в „Пътуване през Европа : измерения на културното пространство“, изд. „Международно дружество „Елиас Канети“ Русе (2012), прев. Димана Иванова